# Муса, Мустафа Муса
Муса Мостафа Мусса араб. موسى مصطفى موسى‎موسى مصطفى موسى — (родился 13 июля 1952 года) — eгипетский архитектор и политик, лидер партии Аль-Гхад с 2005 года и кандидат на выборах президента Египта в 2018 году.

## Биография
Муса родился в Гизе. Он начал своё обучение в Египте, но, по отцовскому совету, завершили его в Франции, получив степень магистра в области архитектуры в Версальской национальной высшей архитектурной школе . Он был членом молодежной организации Новой партии Вафд, а потом самой партии. Он присоединился к партии Аль-Гхад в 2005 году, став вице-председателем. После того, как её лидер Айман Нур был приговорен к пяти годам тюрьмы, Аль-Гхад раскололась на две фракции, возглавляемой Мусой и Гамелой Исмаилом. Они боролись, чтобы быть признанным в качестве наследников и оба использовали участника наименование и символы. Правовой спор был решен в мае 2011 года в пользу группы Мусы. Он неудачно баллотировался в египетской Палате представителей, где представлял избирательный округ Южная Гиза на выборах 2010 года. Он также возглавил партию во время выборов 2011-12.
Муса изначально был сторонником Абдель Фаттаха Аль-Сиси, который на тот момент занимал пост президента Египта. Муса сыграл роль в сборе подписей за Сиси до 20 января 2018 года, когда сам объявил о намерении баллотироваться на должность президента. Он утверждал, что имел заручился поддержкой 26 членов парламента и собрал 47000 подписей. Муса подал все документы и подписи в Национальный избирательный орган на следующий день за 15 минут до крайнего срока. Он утверждал, что не был фальшивым кандидатом, несмотря на то, что все ещё поддерживал кандидатуру Сиси. Из-за бойкота и сокращения и вытеснения других кандидатов Мусса остался единственным альтернативным кандидатом.
Он женат и имеет одного сына и двух дочерей. Его брат Али Муса был начальником египетской торгово-промышленной палаты.

## Список литературы
1. ↑  Ghad Al-Thawra Party. Ahram Online (3 декабря 2011). Дата обращения: 25 февраля 2018. Архивировано 7 ноября 2019 года.
2. ↑  محمود حسين، «شئون الأحزاب» ترفض قبول تأسيس حزب الغد الجديد Архивная копия от 17 декабря 2013 на Wayback Machine. اليوم السابع 2011-9-5. وصل لهذا المسار في 28 سبتمبر 2011.
3. 1 2  Al-Youm, Al-Masry. Presidential hopeful Moussa Mostafa Moussa submits candidacy papers in last-minute move. Egypt Independent (29 января 2018). Дата обращения: 25 февраля 2018. Архивировано 29 января 2018 года.
4. ↑  Michaelson, Ruth. Egypt election: sole challenger to Sisi registers at last minute. The Guardian (29 января 2018). Дата обращения: 25 февраля 2018. Архивировано 29 января 2018 года.
5. ↑  El Sayed, Jehad. Exclusive – Moussa Mostafa: I am not 'phony' candidate in presidential election. Egypt Today (29 января 2018). Дата обращения: 25 февраля 2018. Архивировано 5 апреля 2018 года..